# 米歇尔·潘松
米歇尔·潘松（法語：Michel Pinçon，1942年5月18日—2022年9月26日），法国社会学家。曾任法国国家科学研究中心研究员。

## 生平
1942年5月18日生于阿登省洛尼的一个工人阶级家庭。他的父亲在努宗维尔从事抛光工作。1967年，他与莫妮克·夏洛结婚。随后毕业于万塞讷大学，任职于法國國家科學研究中心。
他和妻子合作，主要从事收入不平等现象、富裕家庭风俗习惯、法国社会精英阶层的社会学研究。著有《逃税企图》等。2007年退休。2012年，他公开支持左翼阵线候选人让-吕克·梅朗雄竞选法国总统。但他后来又与梅朗雄保持距离，并称他为“新密特朗”。
2022年9月26日因阿茲海默症在巴黎逝世，终年80岁。葬于拉雷讷堡。